# Rasm as-Sajala
Rasm as-Sajala – wieś w Syrii, w muhafazie Aleppo, w dystrykcie As-Safira. W 2004 roku liczyła 854 mieszkańców.